# Parc floral de la Beaujoire
Ne doit pas être confondu avec Parc des expositions de la Beaujoire.
Le parc floral de la Beaujoire est un jardin paysager de la ville de Nantes.

## Situation et accès
Le parc floral de la Beaujoire se situe le long de l'Erdre, au nord-est de la ville de Nantes, dans le quartier Nantes Erdre (Beaujoire), sur le côté mitoyen septentrional du parc des expositions, non loin du stade de la Beaujoire.

## Origine du nom
Il porte le nom du quartier de la Beaujoire.

## Historique
Il a été créé en 1971 sur la partie nord du parc des expositions (qui comptait alors 34 hectares), par le « Service des Espaces verts et de l'Environnement » (SEVE) de la ville de Nantes pour y accueillir les Floralies internationales, dans le vallon traversé par le ruisseau de la Bretonnière. 

## Description
Le parc s'étend sur 14 hectares, qui inclut notamment une roseraie baptisée en l'honneur de Paul Plantiveau, ancien responsable du service des espaces verts de la ville de Nantes de 1951 à 1984, et qui regroupe 20 000 rosiers sur une superficie de 12 hectares.
Le parc comporte également différents autres espaces :
- le jardin des bruyères ;
- le jardin d'iris ;
- la rocaille de plantes vivaces.

Il dispose également d'une aire de jeux pour les enfants.

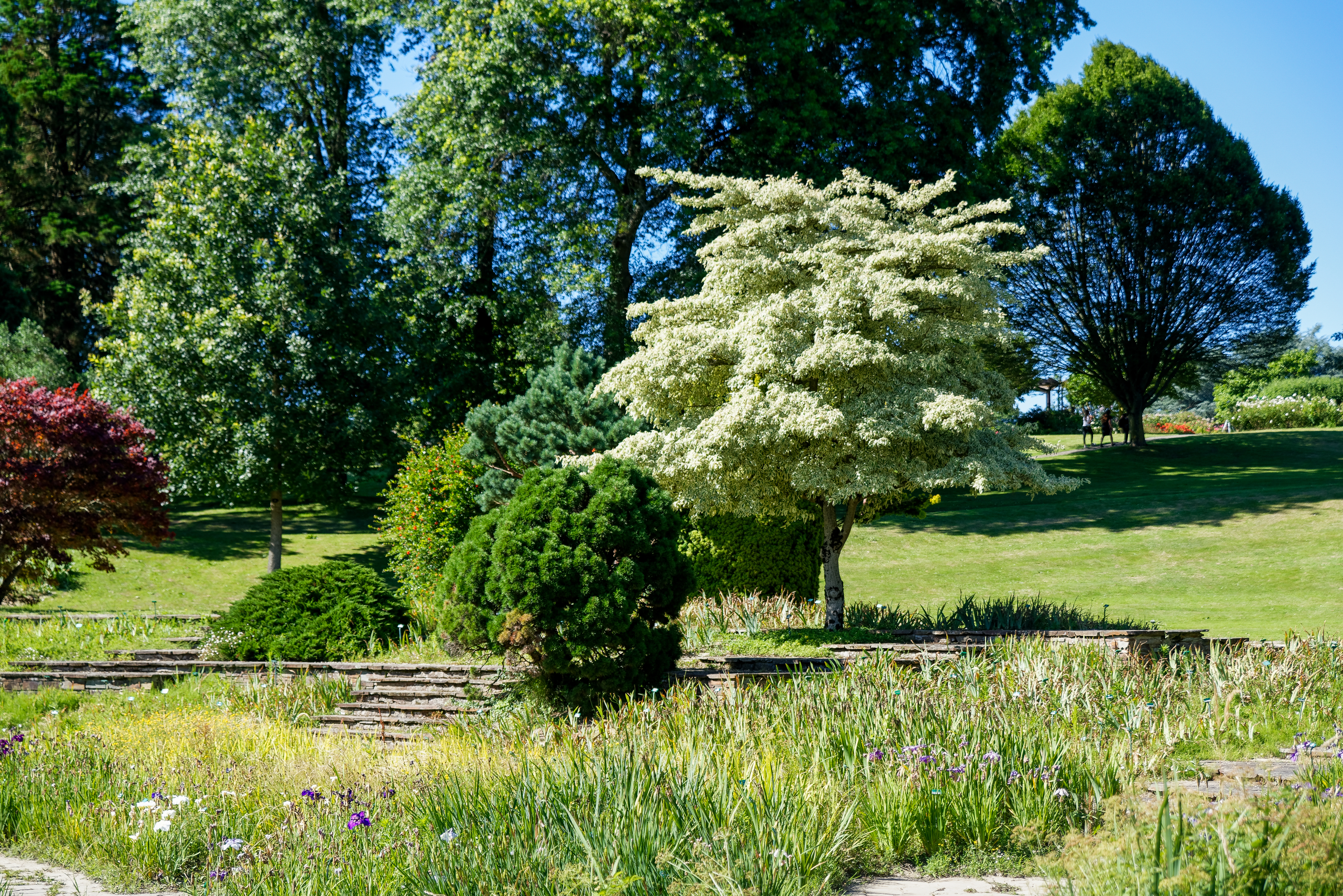
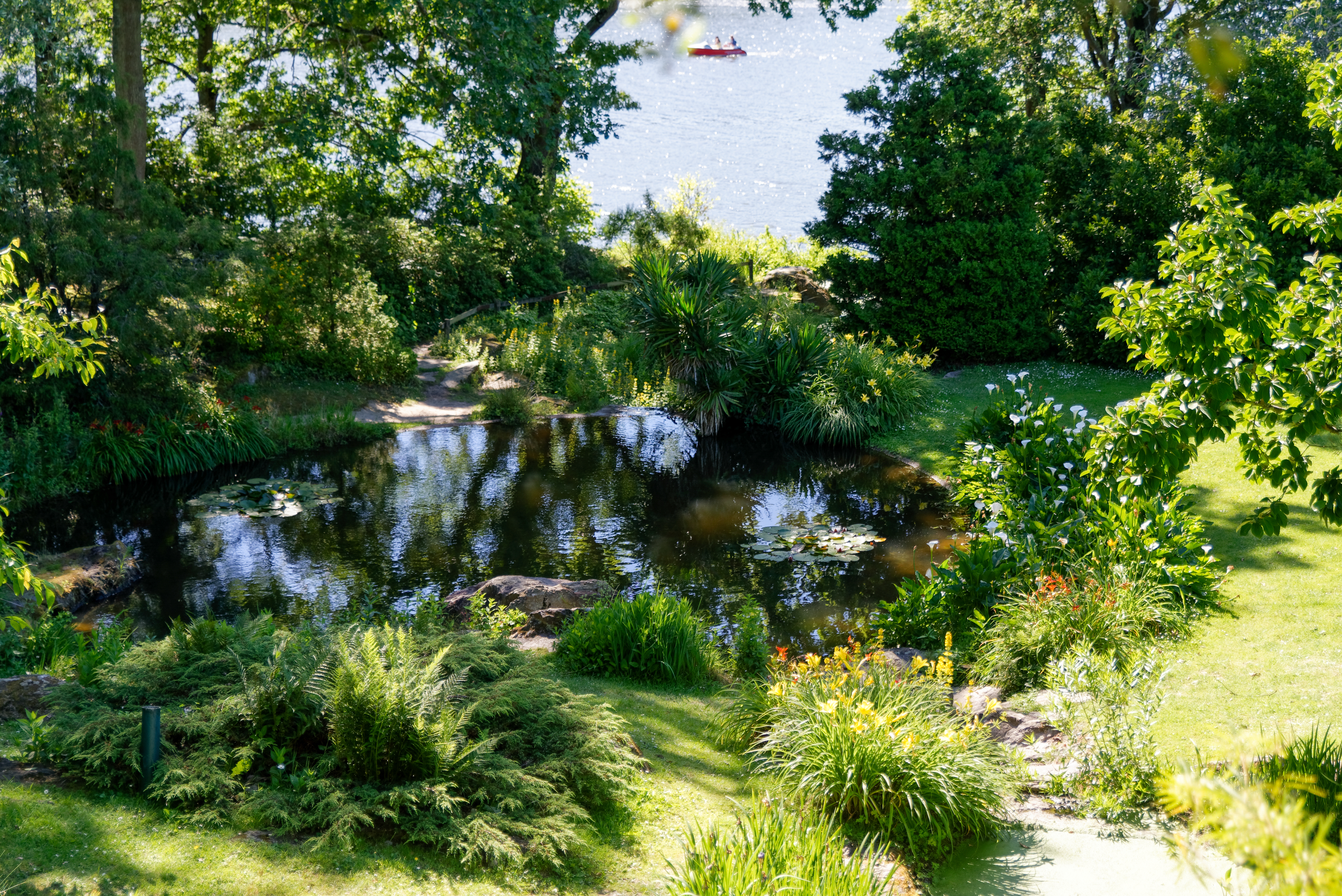
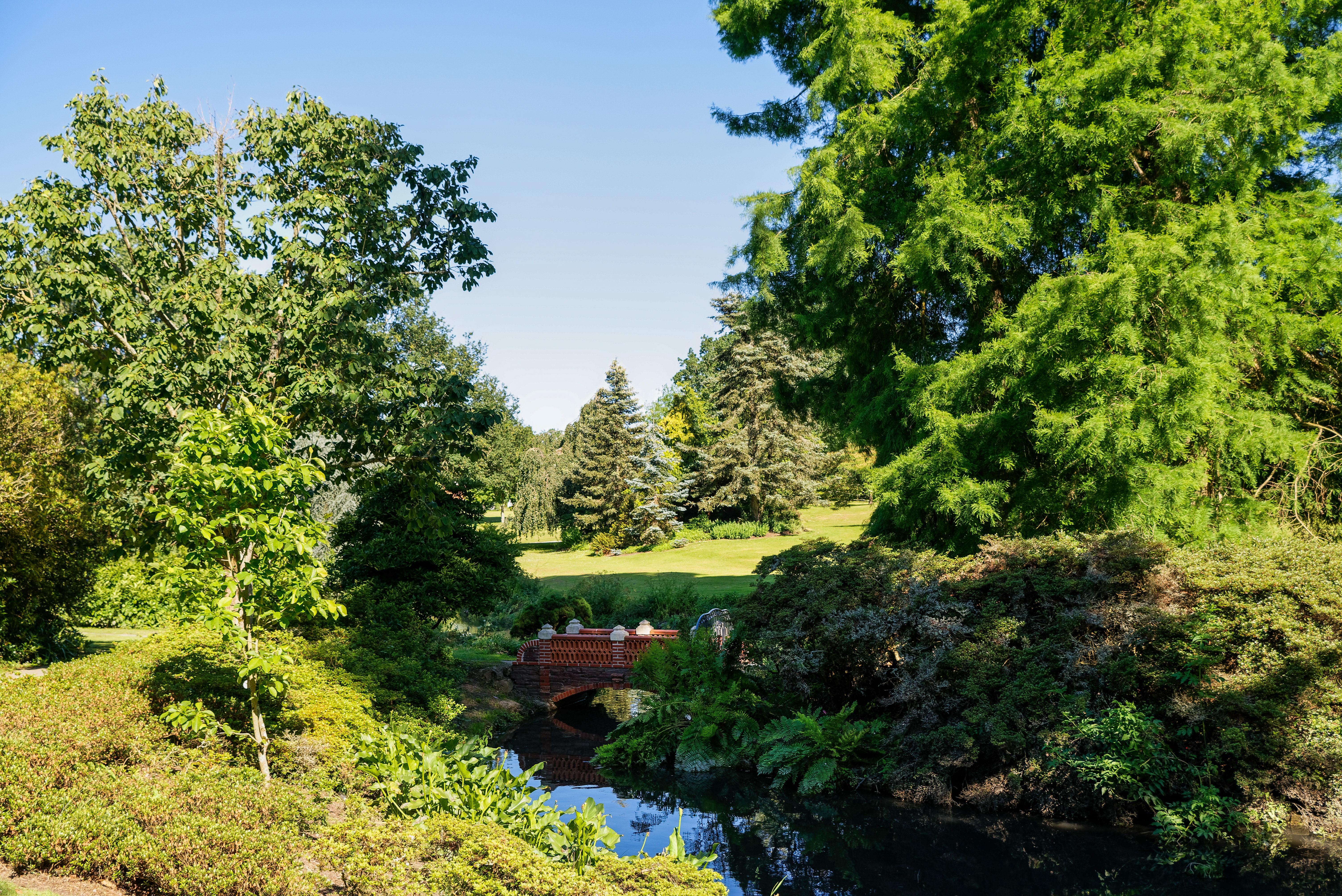
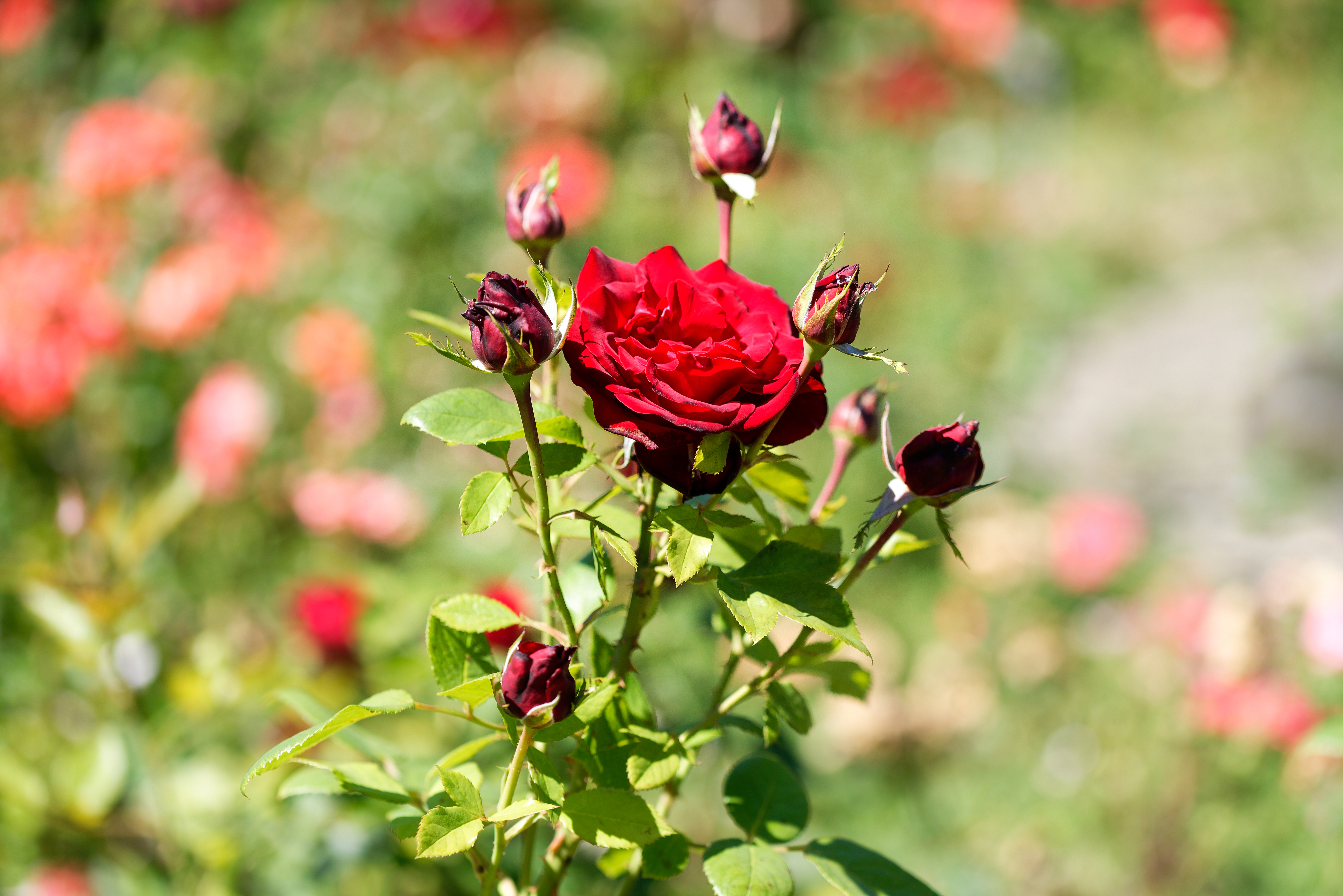
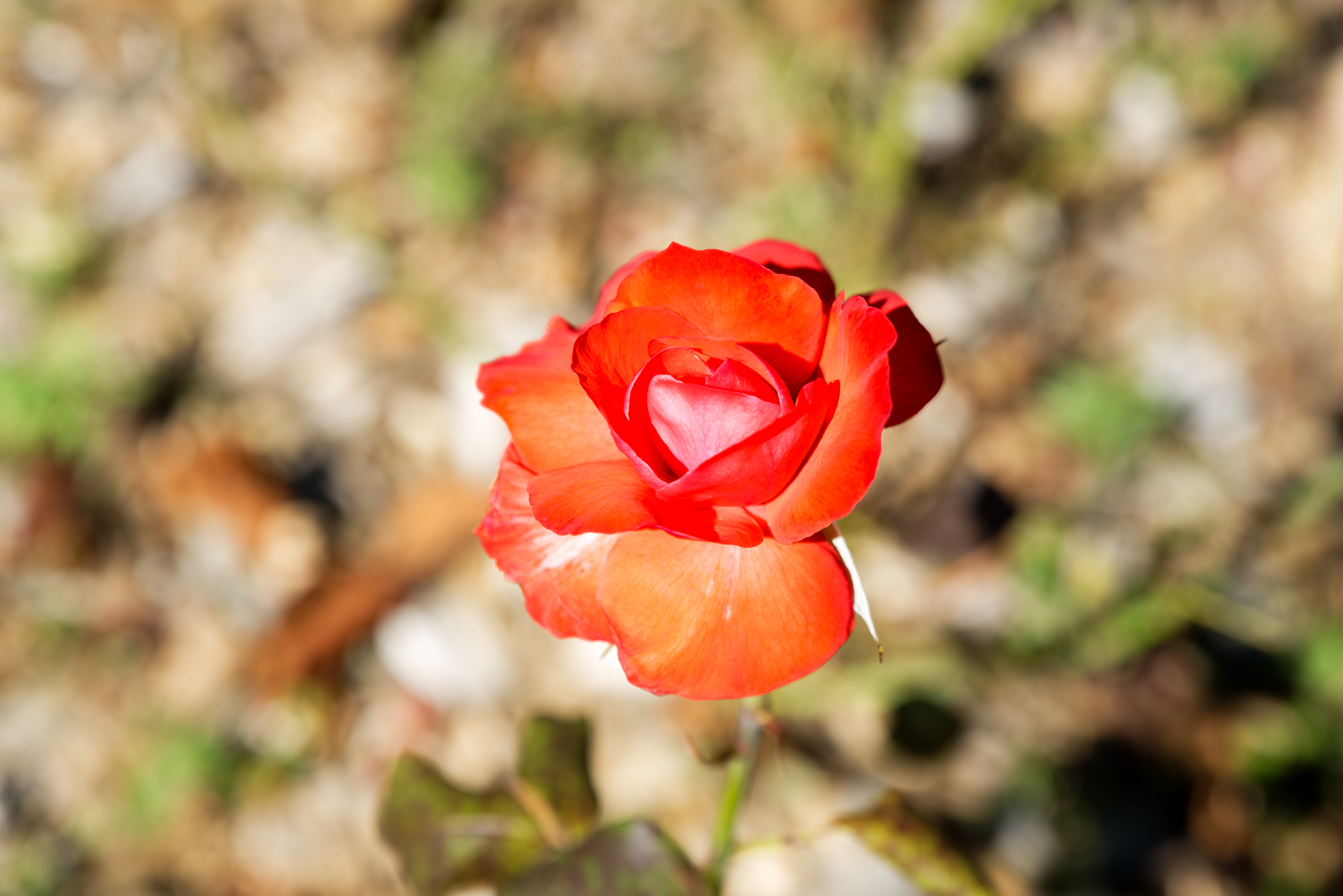